# Collégiale Saint-Bonnet de Saint-Bonnet-le-Château
Pour les articles homonymes, voir Église Saint-Bonnet.
La collégiale Saint-Bonnet de Saint-Bonnet-le-Château est une ancienne collégiale située sur la commune de Saint-Bonnet-le-Château dans la Loire en région Auvergne-Rhône-Alpes.

## Historique
Une chapelle est mentionnée dès 1225. Elle est desservie par un chapelain qui dépend de l'église paroissiale de Saint-Nizier-de-Fornas. Cette chapelle devait servir au château, aujourd'hui disparu. Son emplacement était celui de la collégiale. Il reste quelques éléments de cette chapelle dans les chapelles latérales nord.
La paroisse de Saint-Bonnet-le-Chastel est créée entre 1351 et 1361 avec un collège de prêtres sociétaires dont les statuts ont été renouvelés en 1520. Le nom du premier curé est Matthieu Bolle.
C'est grâce à un don important de 2000 livres tournois d'un marchand drapier de Saint-Bonnet-le-Château, Guillaume Taillefer, fait dans son testament du 18 juin 1399, que la construction du chœur de la nouvelle église qui vient d'être entreprise a pu être continuée. Celle-ci avait été rendue nécessaire à cause de l'accroissement de population et de l'enrichissement du pays qui ont résulté de la charte de franchises accordée par Robert de Saint-Bonnet. Dès 1372, des donations avaient été faites pour permettre la construction d'une nouvelle église.
La première pierre de la collégiale actuelle a dû être posée le 8 mai 1400, date donnée dans une inscription peinte dans la chapelle inférieure. La plus grande partie a été terminée en 1418. La somme a été dispensée par Bonnet Grayset, bourgeois de Saint-Bonnet, mort le 8 juin 1426. Son tombeau se trouve dans la chapelle basse. Celle-ci servait d'oratoire à Anne Dauphine, c'est probablement ce qui lui valut d'être décorée de belles peintures murales du XVe siècle. Certains historiens de l'art ont rapproché ces peintures de celles qu'on peut trouver à Avignon. Des documents des archives de Saint-Bonnet donnent le nom d'un peintre, Louis Vobis, qui travaillait pour Anne Dauphine à cette époque.

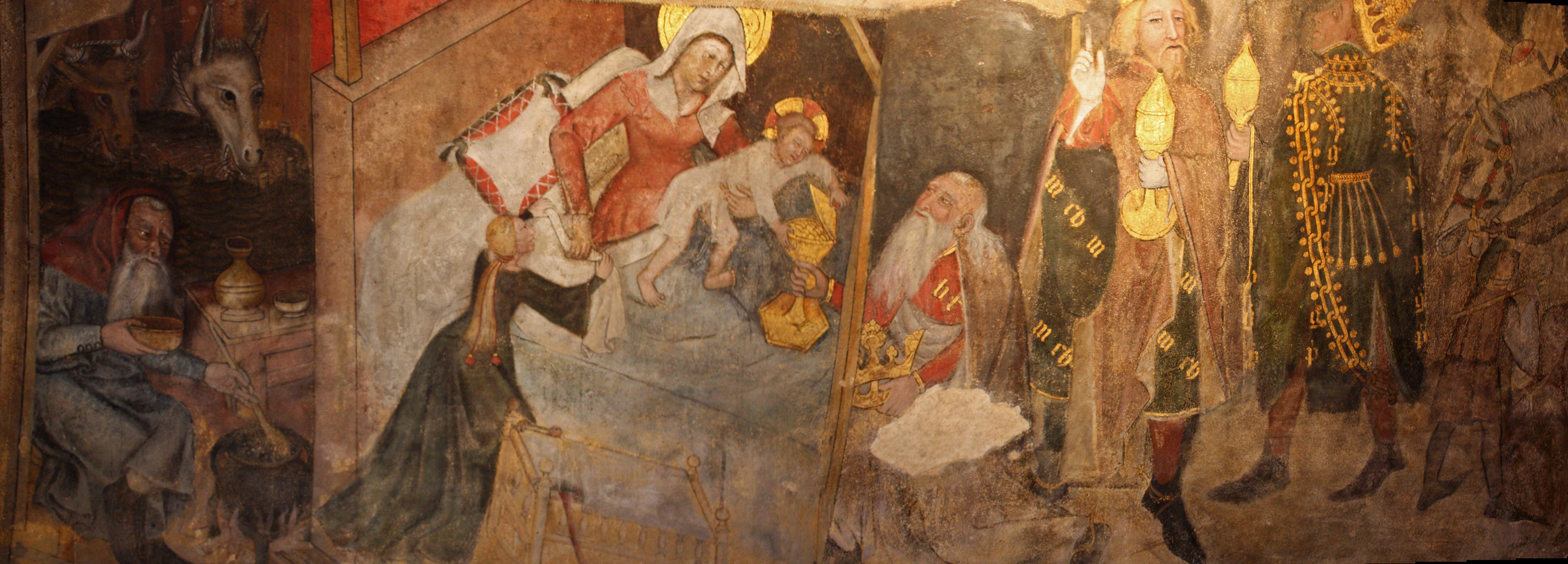
Mur de droite de la chapelle : Adoration des Rois mages.

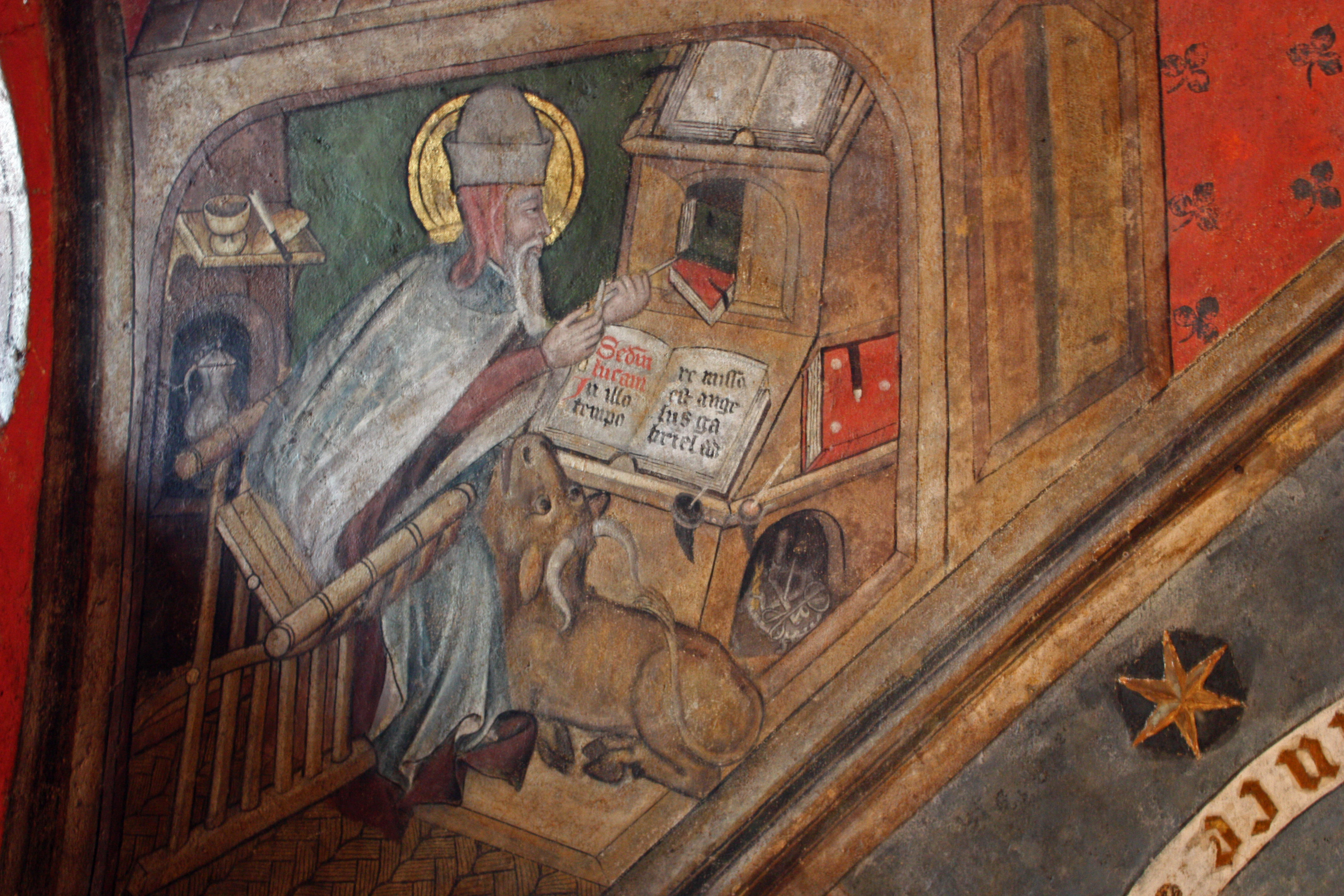
Saint Luc.

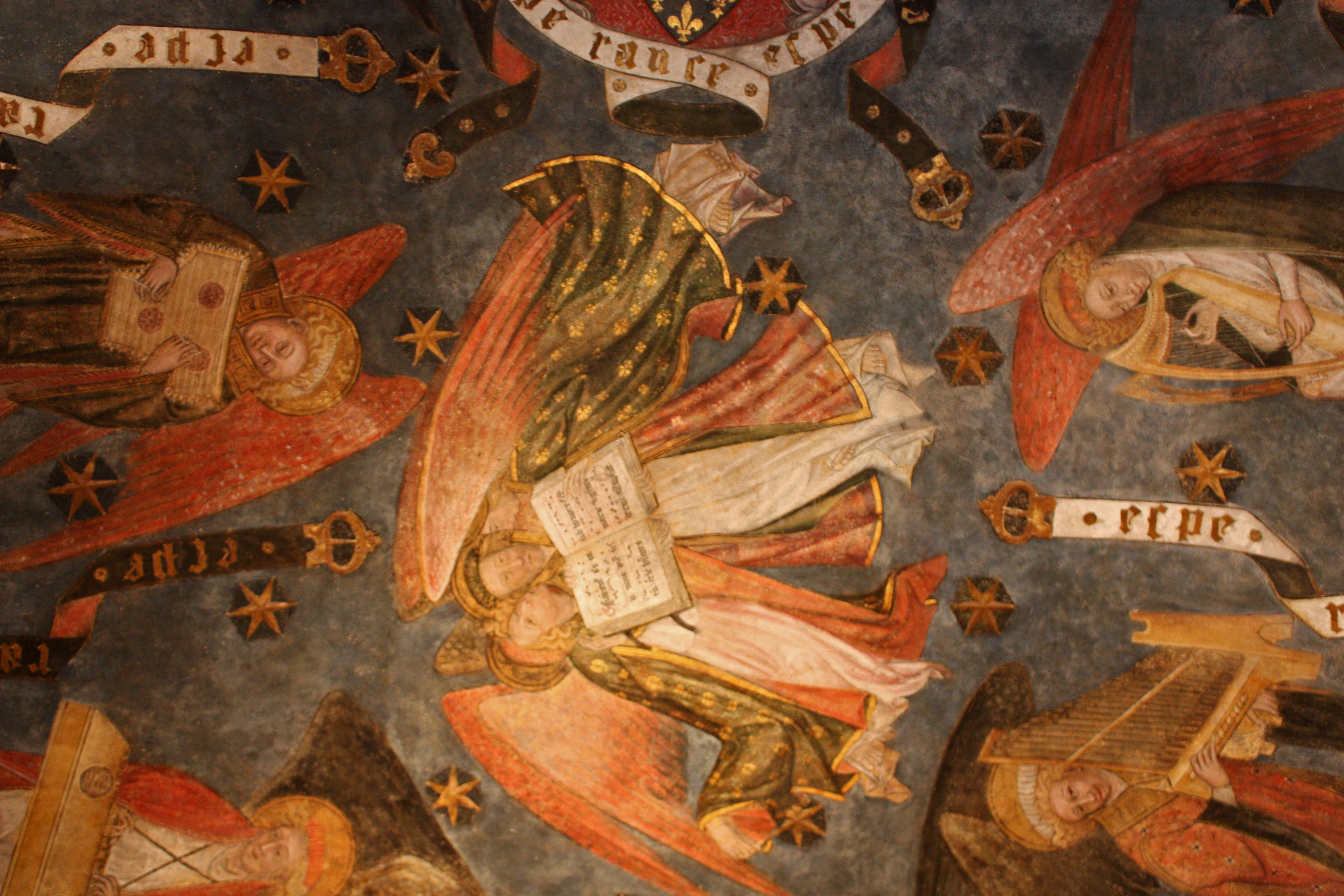
La chorale céleste.

L'armorial de Guillaume Revel de 1450 montre la collégiale achevée à l'intérieur des remparts de la ville.
Des agrandissements ont été faits à la collégiale jusqu'au XVIIIe siècle.
En 1468, sont construits le porche nord et les trois chapelles sud. Puis les collatéraux ont été prolongés de part et d'autre des travées du chœur. Une sacristie est ajoutée contre le prolongement du collatéral sud, probablement au début du XVIe siècle.
L'église est agrandie de deux travées vers l'ouest, peut-être en deux temps :
- voûtes du collatéral nord et partie inférieure du portail,
- voûtement des deux autres vaisseaux et achèvement du portail.

La pente du terrain a nécessité la construction d'un perron au-dessus de la rue et de deux escaliers permettant l'accès au portail. Ce prolongement a donné aux tours leur positionnement en retrait par rapport à la façade occidentale.
Avant 1511, a été construite la chapelle Saint-André entre le porche nord et le portail ouest. Au milieu du XVIe siècle sont ajoutées la chapelle Sainte-Cécile sur le collatérale sud puis, à côté, la chapelle Saint-François au XVIIe siècle. À cette période, la chapelle Saint-André est aménagée.
En 1672, la confrérie de Saint-Éloi qui regroupait les serruriers de la ville réalisa le retable qui se trouve dans la deuxième chapelle sud. Une dalle funéraire porte l'inscription : Ici repose Pierre Maisonneuve capitaine perpétuel de la Confrérie de Saint-Éloi. La tradition lui attribue l'introduction de la serrurerie à Saint-Bonnet-le-Château.
En 1716, est construite une salle adossée au côté nord de la nef pour servir de bibliothèque regroupant tous les manuscrits, incunables et les éditions acquises par la société des prêtres depuis le XVIe siècle. L'acte de constitution de 1717 précise que les livres appartiennent également aux habitants de la ville mais doivent rester dans le local qui vient d'être achevé.
Dans la crypte, se trouve une fresque qui représente correctement les correspondances entre les douze signes du zodiaque et les instruments de musique et dont le symbolisme évoque l'harmonie universelle,.
Les vitraux ont été détruits pendant la Révolution. Ils ont été remplacés en 1885.
Les peintures murales ont fait l’objet de plusieurs restaurations sur la période 1877-1998.
Le maître autel en marbre date de 1815.
L'église est classée au titre des monuments historiques en 1922.

## Architecture
La collégiale est une église d'architecture gothique flamboyante construite pour l'essentiel au XVe siècle avec trois vaisseaux de type basilical.
À sa création l'église comportait quatre travées et a été prolongée vers l'ouest de deux travées à la fin du XVe siècle et dans la première moitié du XVIe siècle. C'est ce prolongement qui a fait que les tours occidentales ne sont pas alignées sur la façade de l'édifice.

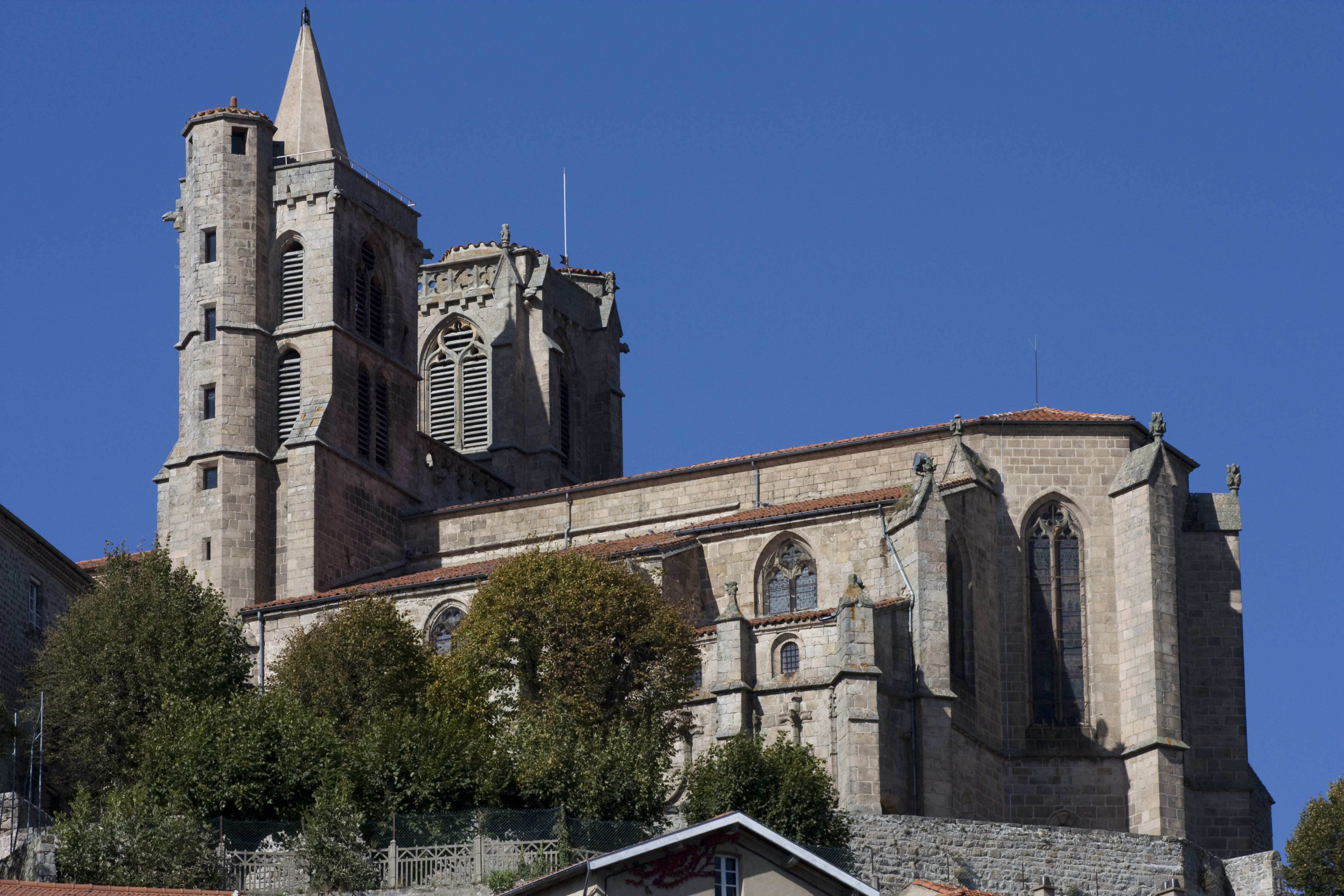
La collégiale au sommet de la colline.
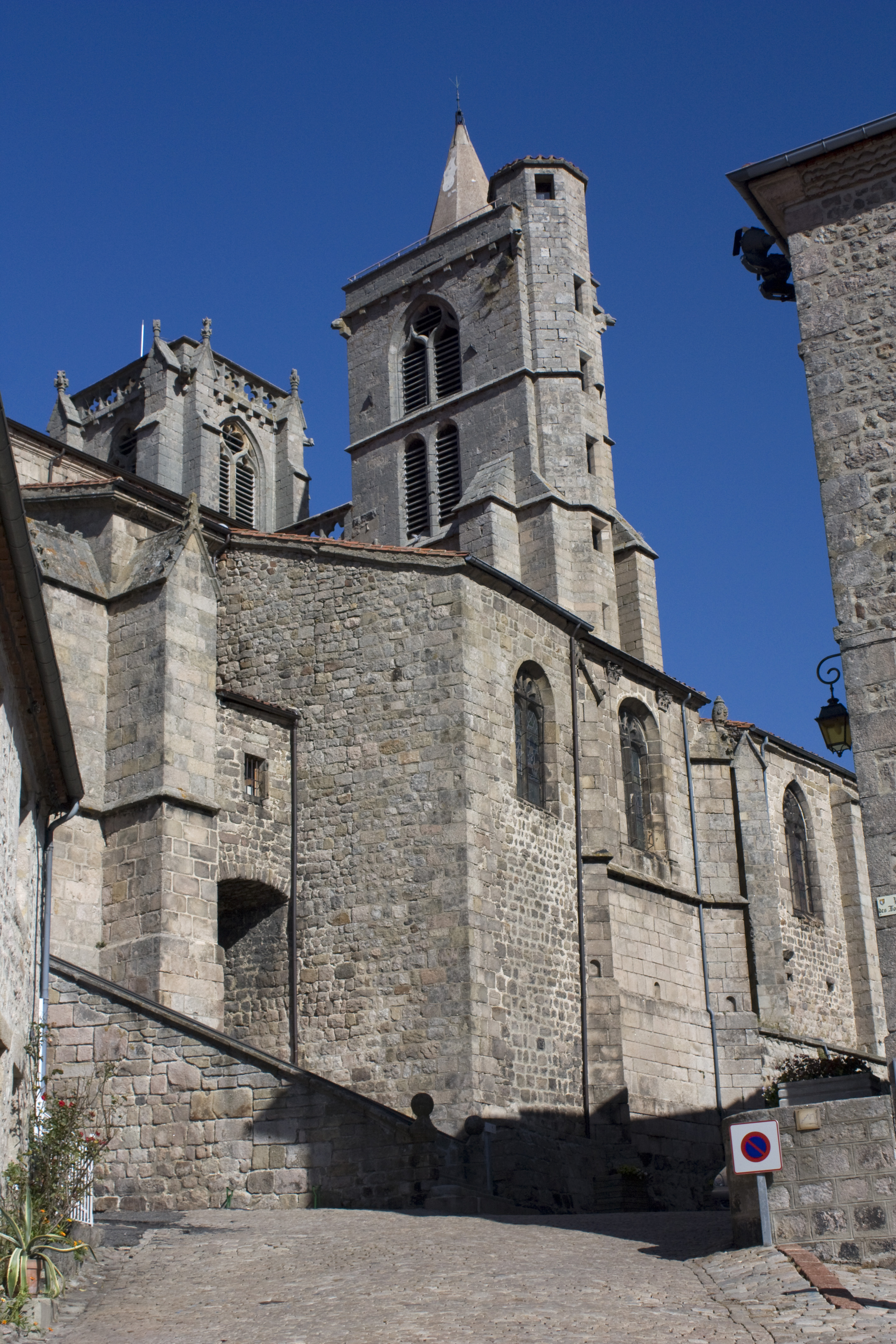
Vue de la partie sud-ouest de la collégiale avec l'escalier d'accès au portail avec les chapelles Saint-François (XVIIe siècle) et Sainte-Cécile (milieu du XVIe siècle).
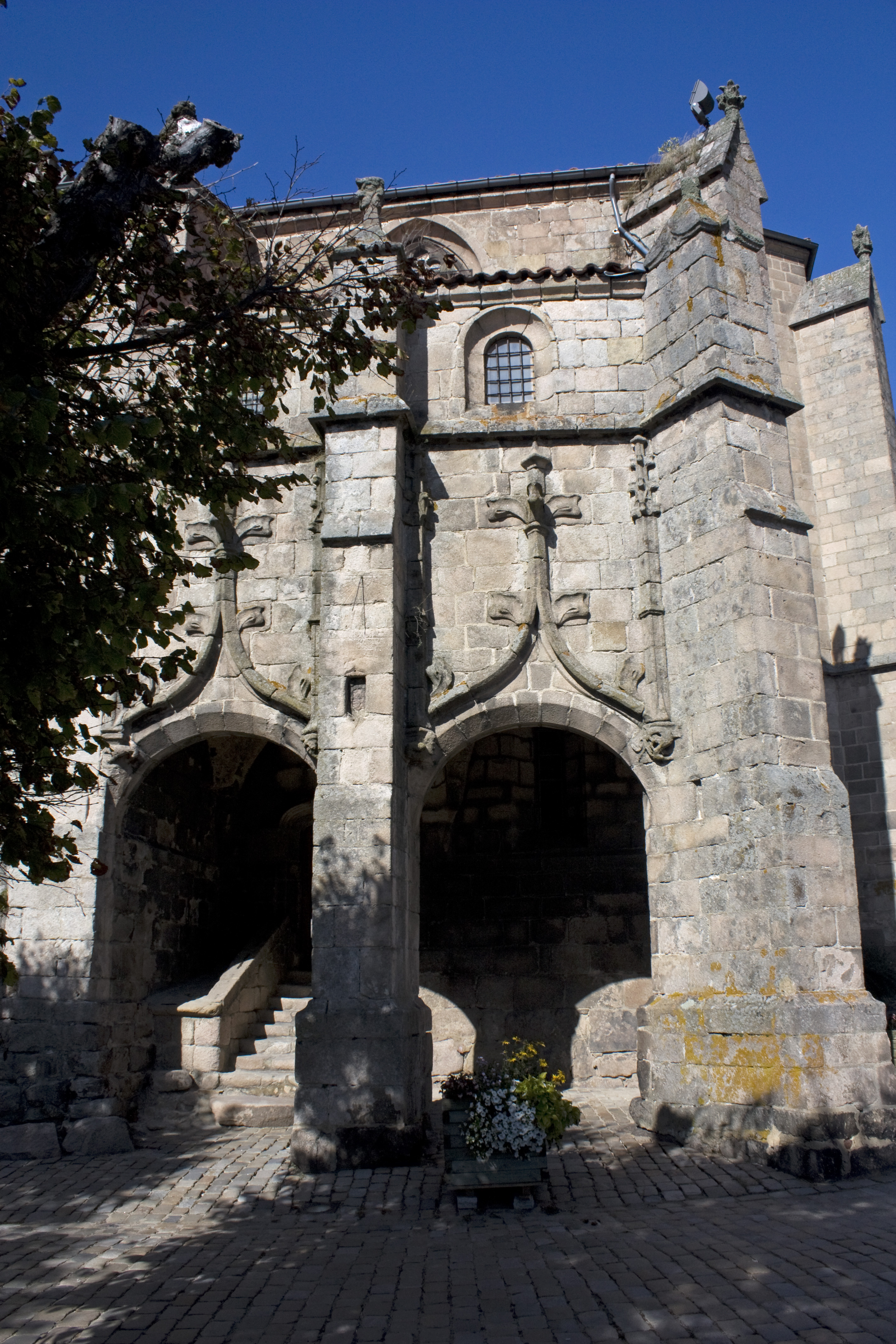
La sacristie au sud-est de collégiale avec l'accès à la chapelle inférieure.
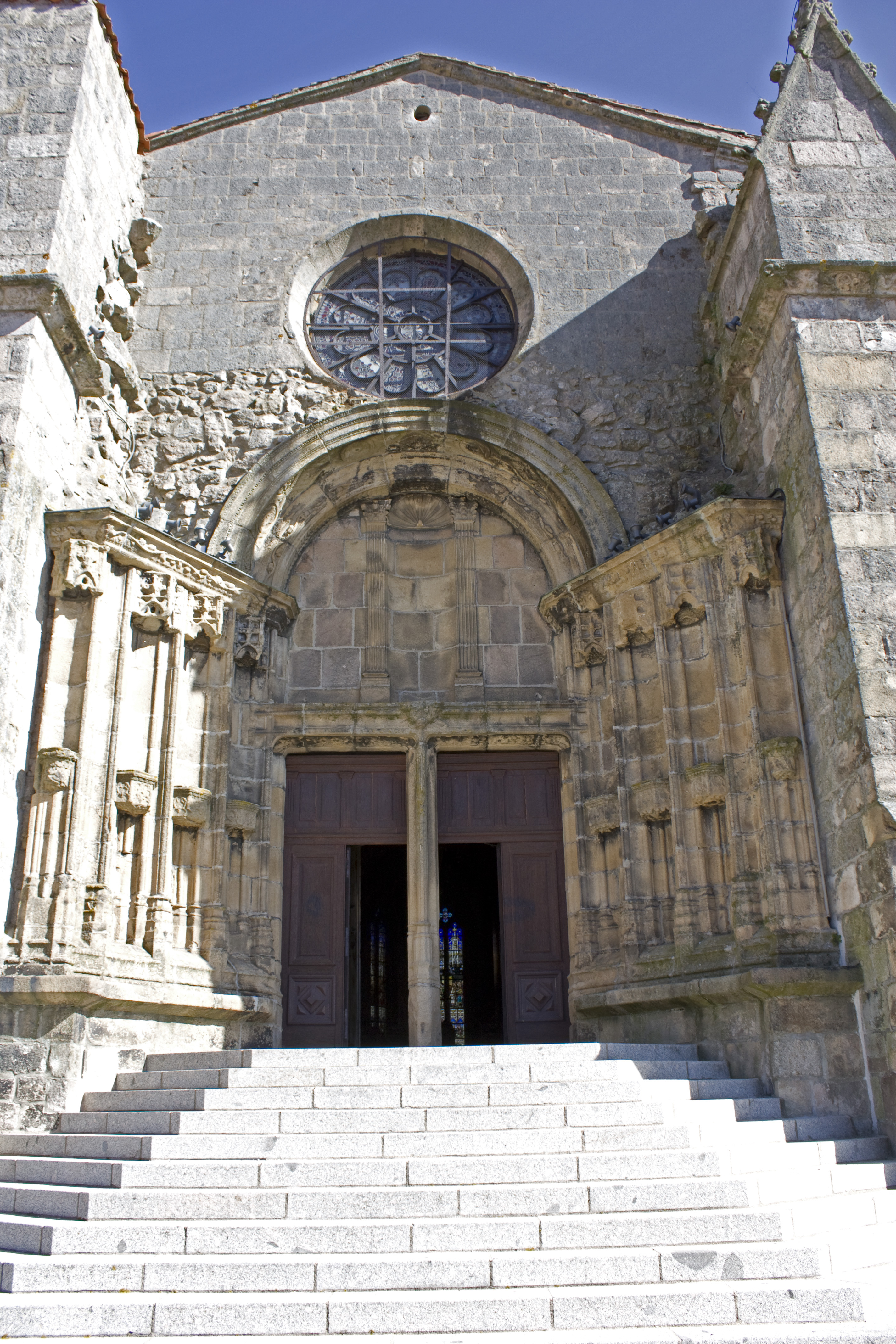
Portail occidental.

Construite au sommet de la colline, la reprise des différences de niveaux a entraîné la création d'une chapelle inférieure à l'est connue pour ses peintures murales du XVe siècle. Le prolongement de deux travées vers l'ouest a nécessité la construction d'une plateforme au-dessus d'une rue et des escaliers d'accès.
La présence d'un important collège de prêtres sociétaires a probablement été à l'origine de la construction de plusieurs chapelles latérales et de la bibliothèque importante au début du XVIIIe siècle.
Elle comporte en outre la plus riche collection d'ornements religieux anciens du département.

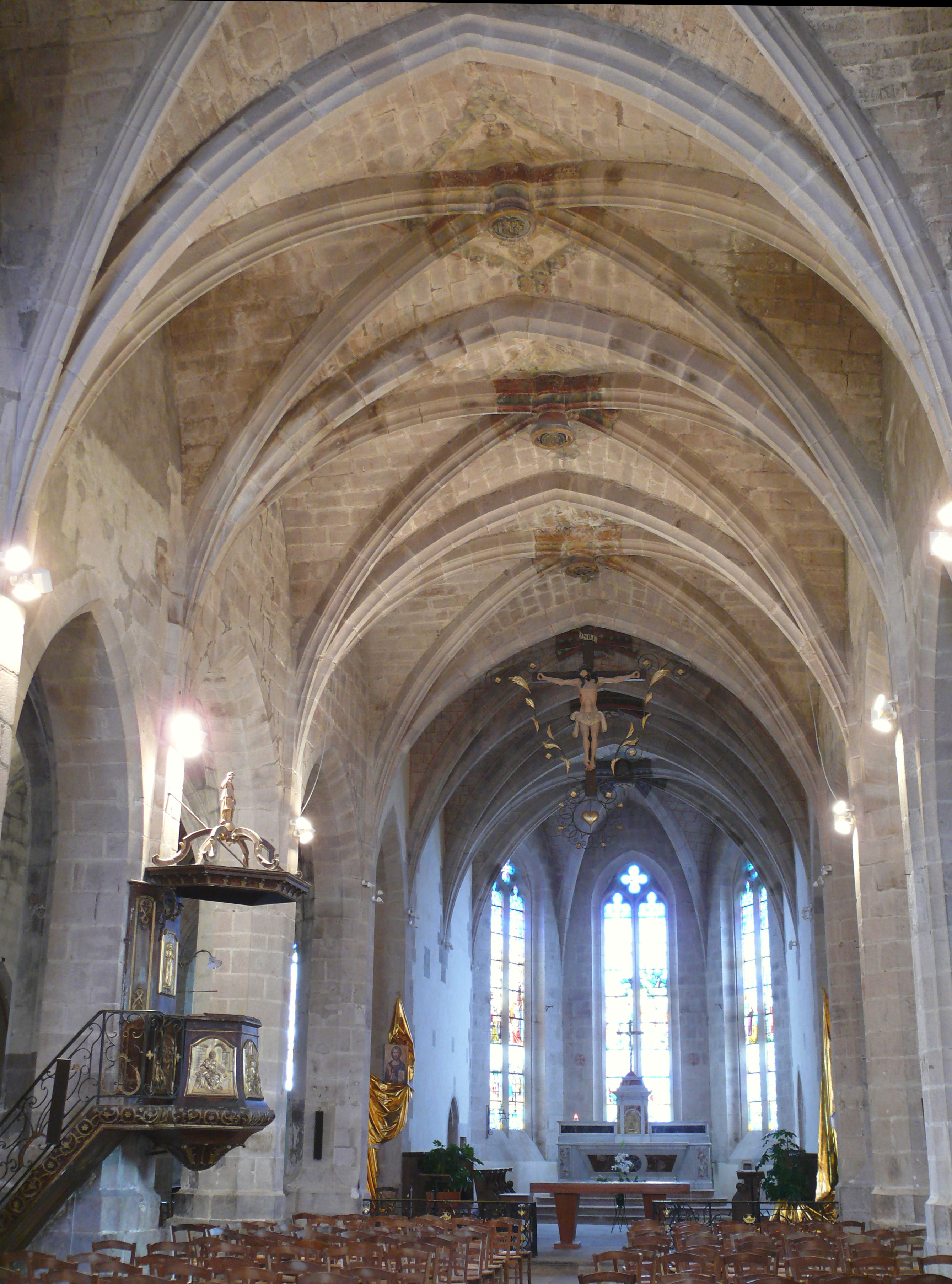
Vaisseau central.
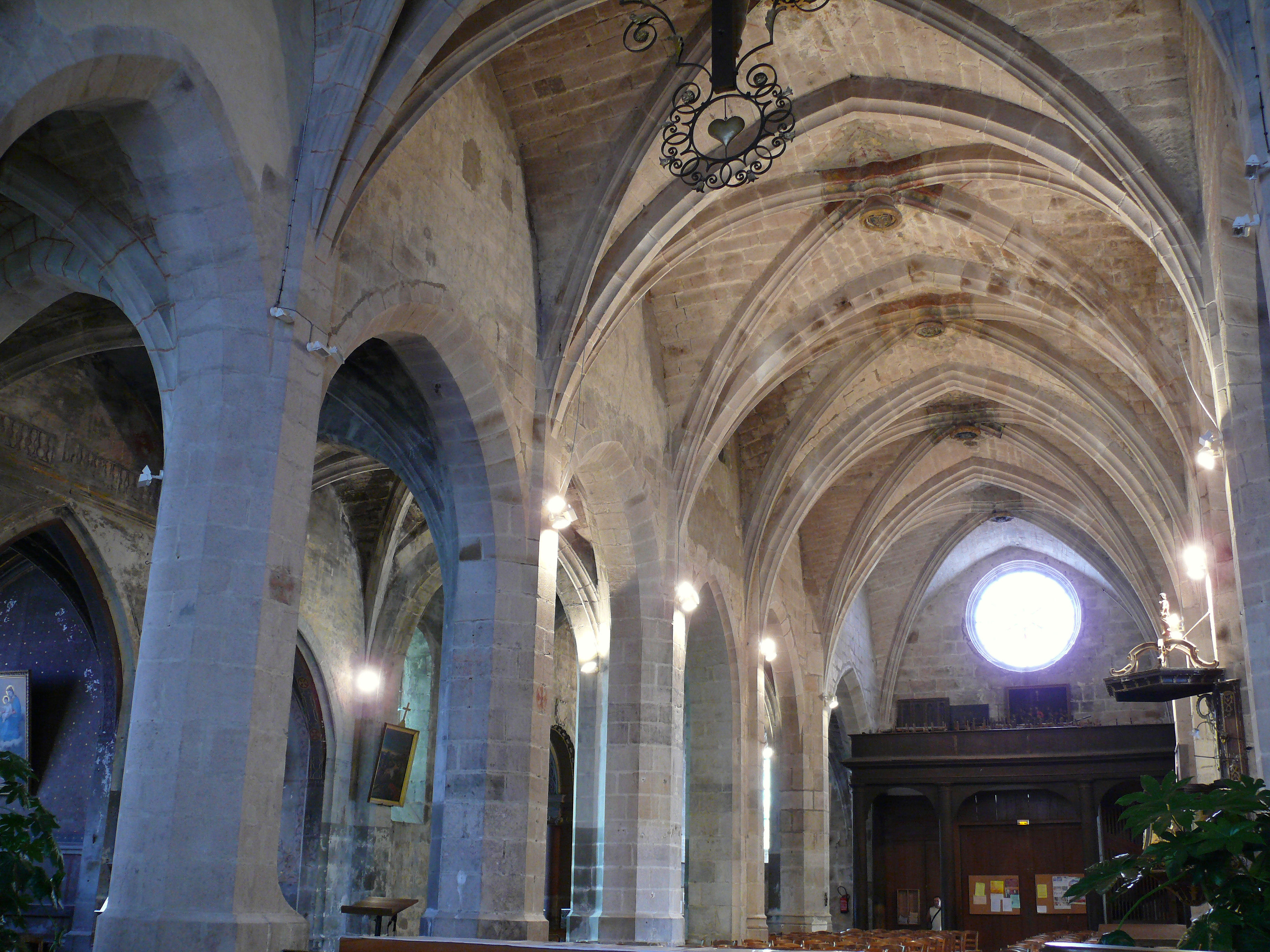
Vaisseau central et collatéral sud.
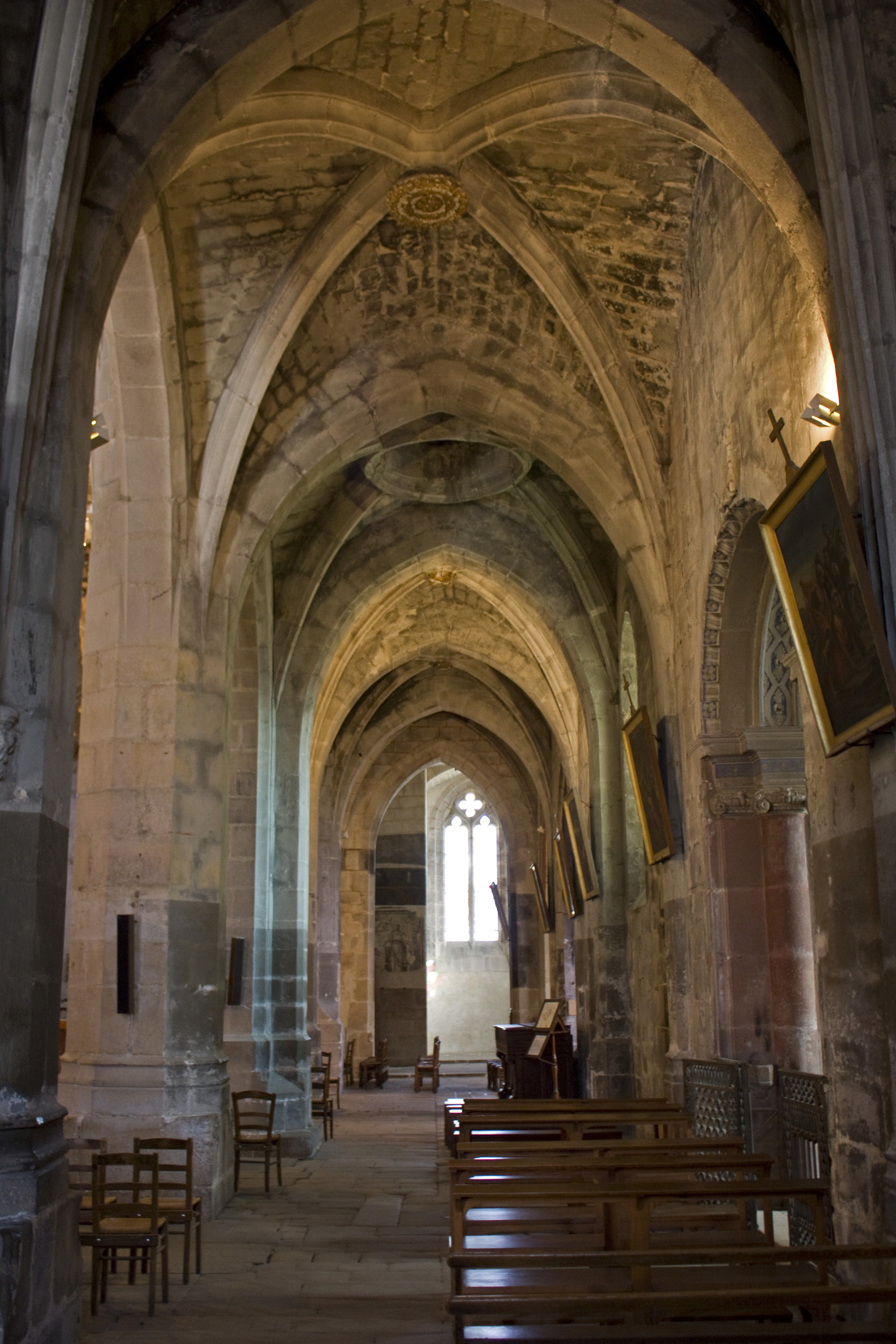
Collatéral sud.
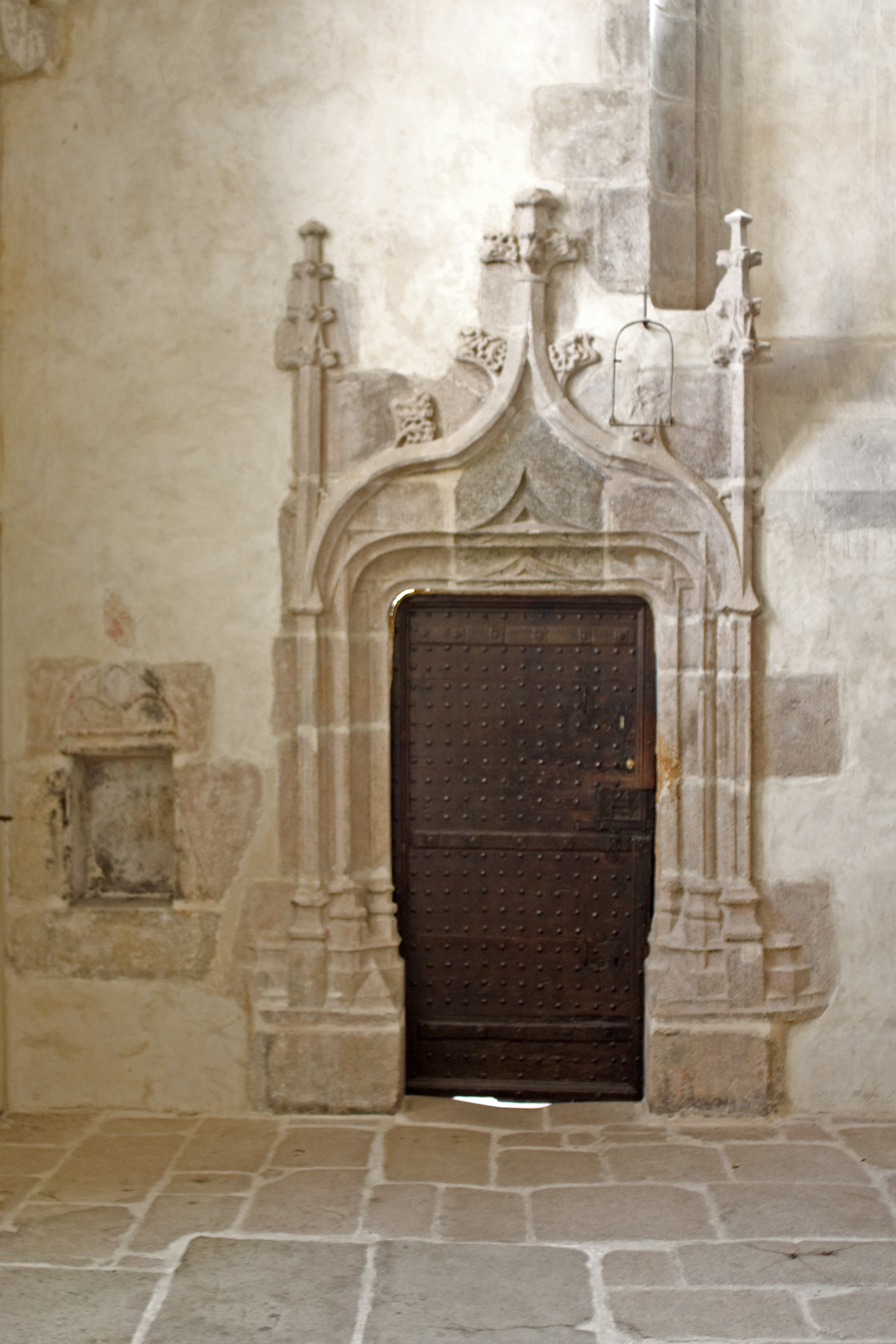
Porte de la sacristie.

## Les «momies»

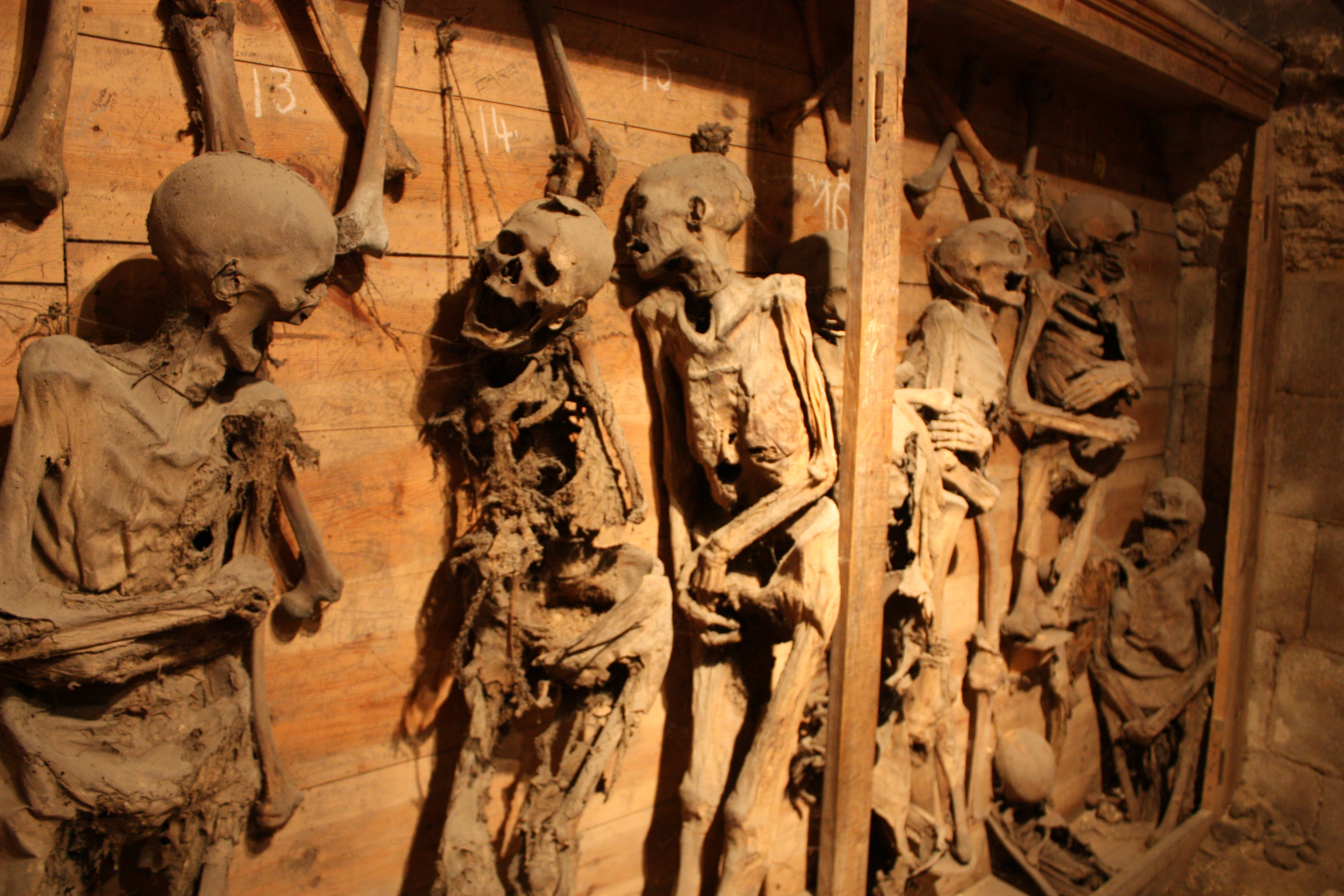
Les « momies ».

Elle est en outre connue pour abriter des « momies ». Si la plupart de ses caveaux ont été violés et pillés à la Révolution française, on retrouva lors de réparations en 1837 dans celui de la dernière chapelle, une quarantaine de squelettes conservés grâce à l'alun et à l'arsenic du sol. On ne sait pas qui sont ces corps ni pourquoi ils se trouvent là, ni même depuis quand ils y sont. Les premières hypothèses laissaient supposer qu'il pourrait s'agir de victimes du baron des Adrets qui sévit dans la région en 1562. Cependant des recherches au carbone 14 ont montré que les momies dataient en réalité du XVe, XVIe et XVIIe siècles. Il pourrait s'agir en fait du caveau d'une famille de notables locale.

## Bibliothèque
Les prêtres sociétaires ou desserviteurs possèdent des livres depuis l'origine de cette confrérie. En 1379, Mathieu Bolle teste en leur léguant son grand bréviaire à condition d'être ni vendu ni engagé.
Les prêtres sociétaires assuraient leur service paroissial et animaient les écoles de Saint-Bonnet qui étaient célèbres dans la région. Pour assurer leurs enseignements ils avaient besoin de livres.
Les nouveaux reçus dans la société des prêtres doivent s'engager à enrichir la bibliothèque de nouveaux livres. Des notables de la ville vont lui faire des dons.
Il n'y a pas de livres ayant appartenu à François Du Puy, qui a été prêtre sociétaire à Saint-Bonnet avant de devenir Prieur-général de l'ordre des Chartreux en 1503. Il avait emporté sa bibliothèque à la Grande Chartreuse.
C'est Jean-Baptiste Dubesset (1655-1735), curé à Saint-Bonnet de 1707 à 1727, qui entreprit la construction de la bibliothèque de la Société y en réunissant tous les livres dispersés entre leurs mains. Avec ses frères, il offrit à la bibliothèque familiale. L'acte de constitution de la bibliothèque est reçu par le notaire Rony le 27 août 1717.
À la Révolution, la bibliothèque comptait plus de 2000 livres. Elle a dû subir les dégradations qui ont résulté des troubles et de l'absence d'un gardiennage. La bibliothèque a servi de sacristie. Le sauvetage de ce qui restait des livres de la bibliothèque a commencé en 1857. Les étagères sont refaites en 1859. Le catalogue est terminé en 1916. Il reste aujourd'hui 2250 volumes. Tous les livres portent la marque d'appartenance manuscrite Ex libris ecclesiae sambonitensis.
Elle conserve plusieurs incunables.